# Iridomyrmex rufoinclinus
Iridomyrmex rufoinclinus es una especie de hormiga del género Iridomyrmex, subfamilia Dolichoderinae. Fue descrita científicamente por Shattuck en 1993.
Se distribuye por Australia. Vive en la vegetación baja y en bosques.